# Trutnowo (województwo kujawsko-pomorskie)
Trutnowo (niem. 1942-1945 Truten)  – wieś w Polsce położona w województwie kujawsko-pomorskim, w powiecie tucholskim, w gminie Lubiewo.
W latach 1975–1998 miejscowość położona była w województwie bydgoskim. Według Narodowego Spisu Powszechnego (III 2011 r.) liczyła 198 mieszkańców. Jest dziewiątą co do wielkości miejscowością gminy Lubiewo.

## Historia
Od 5 listopada do 13 grudnia 1906 r. i następnie od 24 grudnia do 12 kwietnia 1907 r. w miejscowej szkole elementarnej odbył się strajk dzieci przeciwko nauczaniu religii w języku niemieckim. Z uczestników strajku znane są następujące nazwiska: W. i B. Krzywińscy, W. Myk, B. i F. Kuffel, W. i F. Stodolscy. Strajk był elementem znacznie większej akcji biernego oporu wobec pruskich władz szkolnych, która na przełomie 1906 i 1907 r. objęła ponad 460 (!) szkół w prowincji Prusy Zachodnie, czyli przedrozbiorowe Pomorze Gdańskie, Powiśle, ziemię chełmińską i ziemię lubawską oraz część Krajny. Inspiracją dla strajków pomorskich były wcześniejsze działania dzieci w prowincji wielkopolskiej, ze słynnym strajkiem we Wrześni (1901) na czele.